# Belobranchus belobranchus
Belobranchus belobranchus – gatunek ryby z rodziny eleotrowatych.

## Występowanie
Wody słodkie i półsłodkie Indonezji, Filipin, Nowej Gwinei. Zaobserwowano ją w ujściach strumienia, zwykle przy kamienistym dnie.

## Charakterystyka
Dorasta do 19–20 cm długości. Na boku ciała posiada liczne ciemne, poziome linie, zazwyczaj w odcieniach brązu.